# Benia Krzyk

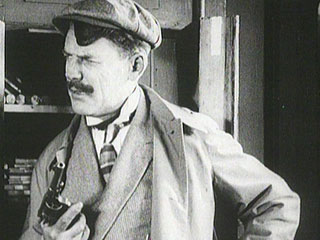
Jurij Szumski jako Benia Krzyk

Benia Krzyk (ros. Беня Крик, Benia Krik) – radziecki film niemy z 1926 w reżyserii Władimira Wilnera będący adaptacją utworu Isaaka Babla o tym samym tytule.

## Fabuła
Legendarny odeski bandyta i awanturnik Benia Krzyk wraz ze swoją grupą bandytów prowadzi hulaszcze życie. Zabija przestępców, którzy według niego dopuścili się zdrady jego gangu, a następnie podpala lokalne więzienie. Złodzieje, którym udało się opuścić więzienie, stają się członkami jego bandy, która rozrasta się do imponujących rozmiarów. Wraz z nadejściem rewolucji październikowej Benia dołącza do Czerwonych, przyłączając swoją bandę do Robotniczo-Chłopskiej Armii Czerwonej.

## Obsada
- Matwiej Larow jako Mendel Krzyk
- Jurij Szumski jako Benia Krzyk, syn Mendela
- Nikołaj Nadiemski jako Kolka Pakowski
- Iwan Zamyczkowski jako Gleczik, policjant
- Siergiej Minin jako Sobkow, komisarz
- A. Goriczewa jako Dwojra, siostra Beni
- A. Wabnik jako narzeczony Dwojry
- Tieodor Brajnin jako Lowka Byk